# Finn Borchsenius
Finn Borchsenius  (n. 12 de agosto de 1959, Aarhus -) es un botánico y profesor danés.
Es profesor de Botánica en el "Departamento de Ciencias Biológicas", de la Universidad de Aarhus, trabajando extensamente con la flora de Ecuador. De agosto de 1992 a junio de 1993 fue director del herbario de la Pontifica Universidad Católica de Ecuador

## Algunas publicaciones
- Trénel, P, MM Hansen, S Normand, F Borchsenius. 2008. Landscape genetics, historical isolation & Cross-Andean gene flow in the wax palm Ceroxylon echinulatum (Arecaceae). Molecular Ecology
- Suksathan, P, F Borchsenius. 2008. Marantaceae. Flora of Thailand 9 part 2: 123-142
- Henderson, A, F Borchsenius, H Balslev. 2008. New species of Geonoma (Palmae) from Ecuador. Brittonia 60:190-201
- Svenning, J-C, F Borchsenius, H Balslev. 2008. High tropical net diversification drives the New World latitudinal gradient in palm (Arecaceae) species richness. J. Biogeography 35, 394–406
- Cuenca, A, CB Asmussen-Lange, F Borchsenius. 2008. A dated phylogeny of the palm tribe Chamaedoreeae supports Eocene dispersal between Africa, North & South America. Molecular Phylogenetics & Evol. 46: 760-775
- Pornpongrungrueng, P, MHG Gustafsson, F Borchsenius, M Englund, AA Anderberg. 2007. Phylogenetic relationships in Blumea (Asteraceae: Inuleae) as evidenced by molecular & morphological data. Plant Systematics & Evol. 269:223-243
- Trénel, P, MH Gustafsson, WJ Baker, CB Asmussen-Lange, J Dransfield, F Borchsenius. 2007. Mid-Tertiary dispersal, not Gondwanan vicariance explains distribution patterns in the wax palm subfamily (Ceroxyloideae:Arecaceae). Molecular Phylogenetics & Evol. 45: 272-288
- Sterling, JA, O Seberg, CJ Humphries, F Borchsenius, J Dransfield. 2007. Priority Areas for Rattan Conservation in Borneo. pp. 129-180 en: Biodiversity Databases: techniques, Politics, & Applications, eds. GB Curry & CJ Humphries. CRC press, Londres
- Moraes, M, B Øllgaard, LP Kvist, F Borchsenius, H Balslev. (eds.) 2006. Botánica Económica de los Andes Centrales. Universidad Mayor de San Andrés, La Paz, Bolivia
- Borchsenius, F, M Moraes. 2006. Diversidad y usos de palmeras andinas (Arecaceae). En Moraes, M, B Øllgaard, LP Kvist, F Borchsenius, H Balslev. (red.), Botánica Económica de los Andes Centrales: 412-433
- Clausager, K, J Mood, F Borchsenius. 2006. Phacelophrynium sapiense (Marantaceae) a new species from Sabah, Malaysia. Nordic J. Bot. 24: 295-299
- Suksathan, P, F Borchsenius, AD Poulsen. 2006. Schumannianthus monophyllus (Marantaceae) - a new and unusual species from Borneo. Novon 16:139-141
- Borchsenius, F. 2006. Maskeblomstfamilien (Scrophulariaceae) og Gyvelkvælerfamilien (Orobachaceae). Ny Dansk Flora (ed. S Frederiksen, F Rasmussen, O Seeberg), GAD/Gyldendal
- Suksathan, P, F Borchsenius. 2005. Nomenclatural synopsis of the Marantaceae of Thailand. Taxon 54: 1083–1090
- Borchsenius, F, B Øllgaard, P Suksathan. 2005. Proposal to conserve Stachyphrynium against Phyllodes (Marantaceae). Taxon 54: 833–834
- Borchsenius, F, PK Nielsen, J Lawesson, J. 2004. Vegetation structure and diversity of an ancient temperate deciduous forest in SW Denmark. Plant Ecology 175:121-135
- Suksathan, P, F Borchsenius. 2003. Two new species of Stachyphrynium from SE Asia. Willdenowia 33: 403-408
- Clausager, K, F Borchsenius. 2003. The Marantaceae of Sabah, northern Borneo. Kew Bull. 58: 647-677
- Barfod, A, T Burholt, F Borchsenius. 2003. 'Contrasting pollination modes in three species of Licuala (Arecaceae: Coryphoideae). Telopea 10: 207-223
- Borchsenius, F. 2002. Staggered flowering in four sympatric varieties of Geonoma cuneata (Palmae). Biotropica 34: 603-606
- Borchsenius, F, H Balslev, J-C Svenning. 2002. Two new species of Geonoma sect. Taenianthera from western Ecuador. Nordic J. Bot. 21: 341-347
- Barfod, AS, F Borchsenius. 2000. A new species of Licuala (Arecaceae: Coryphoideae) from the Central Highlands of Vietnam. Brittonia 52: 354-357
- Borchsenius, F, F Skov. 1999. Conservation status of the palms of Ecuador. Acta Botanica Venezuelana 22: 221-236
- Borchsenius, F, B Bergmann. 1999. Araliaceae. pp. 246-248 en: Jørgensen, PM, S Leon-Yanez. (eds.) Catalogue of the Vascular Plants of Ecuador. Missouri Botanical Garden Press
- Borchsenius, F. 1999. Morphological variation in Geonoma cuneata (Palmae) in western Ecuador. Memoirs of the New York Botanical Garden 83: 131-139
- Balslev, H, F Borchsenius. 1999. Arecaceae. pp. 248-255 en: Jørgensen, PM & S Leon-Yanez. (eds.) Catalogue of the Vascular Plants of Ecuador. Missouri Botanical Garden Press
- Henderson, A, F Borchsenius (eds.) 1999. Evolution, Variation & Classification of Palms. Memoirs of the New York Botanical Garden 83. 324 pp
- Borchsenius, F, H Borgtoft Pedersen, H Balslev. 1998. Manual to the palms of Ecuador. AAU Reports 37, Dept. of Systematic Botany, University of Aarhus. 217 pp.
- Skov, F, F Borchsenius. 1997. Predicting plant species distribution patterns using simple climatic parameters: a case study of Ecuadorian palms. Ecography 20: 347-355
- Borchsenius, F, F Skov. 1997. Ecological amplitudes of Ecuadorian palms. Principes 41: 179-183
- Borchsenius, F. 1997. Flowering biology of Geonoma irena & G. cuneata var. sodiroi (Arecaceae). Plant Systematics & Evol. 208: 187-196

- Moraes, M, H Balslev, LP Kvist, F Borchsenius, H Navarette, H Aguirre. 2006. El proyecto BEISA, una oportunidad para investigación y capacitación en los Andes tropicales. Arnaldoa 12 (1-2) 146-151
- Nielsen, PK, J Lawesson, F Borchsenius. 2003. Bolderslev Skov, Sønderjylland - Danmarks største og mest naturlige fredede skov. Gejrfuglen 39: 9-15
- Hansen, LB, F Borchsenius, J Lawesson. 2003. Lindene i Danmark. Gejrfuglen 39: 5-8
- Magintan, D, F Borchsenius, AD Poulsen, P Langi. 1999. Preliminary list of ground herbs collected in Tabin Wildlife Reserve. pp. 43-48 en Mohamed, M, M Andau, MN Dalimin, PT Malim. Tabin Scientific Expedition, Universiti Malaysia Sabah, Kota Kinabalu
- Borchsenius, F. 1996. Review of Henderson et al., "Field guide to the Palms of the Americas". Nordic J. Bot. 16: 18
- Cleef, A van der, F Borchsenius, S Castroviejo, J Duivenvoorden, H Freiberg, A Gier, A Hladik, EM Lammerts van Bueren, J Lovett, H Tuomisto, H. 1995. Natural Forest Management & Conservation. ETFRN, Bonn
- Borchsenius, F. 1995. Index Kewensis on Compact Disc (revisión). Nordic J. Bot. 15: 342
- Borchsenius, F. 1990. The Aarhus University Ecuador project 1987-1989. pp. 67–79 en Lægaard, S, F Borchsenius. (eds.) Nordic botanical research in the Andes & western Amazonia, AAU Reports 25.

### Libros
- Lægaard, S, F Borchsenius. (eds.) 1990. Nordic Botanical Research in the Andes & western Amazonia. AAU Reports 25. 88 pp.
- Borchsenius, F, A Henderson, R Bernal, S Zona, M Moraes. 1996. Flora Neotropica: Aiphanes (Palmae) - Roystonea (Arecaceae: Arecoieae) - Euterpe, Prestoea, and Neonicholsonia (Palmae) - Allagoptera (Palmae). Ed. New York Botanical Garden. ISBN 978-0-89327-410-8
- Henderson, A, F Borchsenius (eds.) 1999. Evolution, Variation & Classification of Palms. Ed. New York Botanical Garden. 330 pp. ISBN 978-0-89327-426-9

- La abreviatura «Borchs.» se emplea para indicar a Finn Borchsenius como autoridad en la descripción y clasificación científica de los vegetales.[1]